# André Lips
André Lips, né le 10 juin 1921 à Mouvaux (Nord) et mort le 2 janvier 1972  à Roubaix (Nord), est un accordéoniste français. 
Il est deuxième au Concours International de l’Accordéon de Paris en 1936, derrière Jo Privat puis en 1938, il est successivement vainqueur de la Coupe Léopold III de Belgique, champion de France et deuxième du championnat du monde d’Accordéon derrière Freddy Balta. Il fait partie avec Roland Zaninetti, Aimable, Joss Baselli, Jean Cardon et Maurice Larcange, de la génération d'accordéoniste de l'entre-deux-guerres, originaire du Nord de la France.

## Biographie
André Lips est le fils de Léon Gentil Lips (1895-1950) et de Zulma Marie Verschaeve (1892-1934), tous deux originaires de Belgique et descend d'Aloïse Lips originaire de Ruddervoorde. André Lips a trois frères, Roger, André et Rémy. Ses parents déménagent de Mouvaux pour Wasquehal en 1927 et tiennent un café au 6 rue Philippe le Bon, à la Planche au Riez au Capreau à Wasquehal.
À la fin de sa vie, il emménage au 6 rue Rosa Bonheur mais grand fêtard et grand fumeur, il décède d'un cancer de la gorge en 1972 à Roubaix. Il est inhumé au cimetière du Plomeux à Wasquehal avec son épouse, Eugénie Delarue qui décède en 2012.

## Carrière
André Lips joue régulièrement à la Radio PTT Nord de Lille en jouant notamment en 1933, l'ouverture de La Muette de Portici de Daniel-François-Esprit Auber. Cette même année, il remporte le 1er prix avec distinction dans la 1re division à Piéton-Charleroi en 1933. Il remporte le 1er Grand Prix avec médaille d'or à Izegem dans la catégorie des professionnels en 1934.
En 1935, il remporte le 3e prix, dans la catégorie des virtuoses au concours international d'Izegem en Belgique et le 1re prix prix de virtuose au concours de Falisolle toujours en Belgique. Il remporte également le Grand Prix au Concours international de Dampremy. Dans la catégorie virtuose, il remporte le Grand Prix hors concours au Concours international de Fontaine-l'Évêque en 1936. Ce grand prix, lui offre une nomination de professeur. La même année en août, il participe à un concours international de Roubaix organisé dans la salle Wattremez. 
En 1936, il finit deuxième du Concours International de l’Accordéon, premier championnat du monde d'accordéon, organisé par l'Association Internationale des Accordéonistes qui se dispute au Moulin de la Galette à Paris en mai 1936, derrière Jo Privat. En juillet 1937, il finit second du classement des virtuoses au concours international de Douai. Il confirme ses récents succès, en remportant en mars 1938, la Coupe Léopold III de Belgique à Bruxelles. lors du concours, il interprète la Danse polonaise, imposé par le jury et Sur les vagues choisit par lui-même,. 
La Confédération Nationale des Accordéonistes Français (CNAF) est créée, afin de regrouper les plus grandes associations françaises d’accordéonistes, c’est-à-dire l’ACF, l’APH et l’UNAF puis devient membre de l'Association Internationale des Accordéonistes. Le Concours International de l’Accordéon qui est organisé depuis 1936 au Moulin de la Galette à Paris, change de nom pour championnat du monde d’accordéon en 1938. La Confédération Nationale des Accordéonistes Français organise des éliminatoires en mai 1938 afin de sélectionner les accordéonistes qui représenteront la France lors du championnat du monde 1938. André Lips remporte les éliminatoires à Douai puis le Grand Prix du championnat de France à Paris,, qui lui permet de représenter la France en compagnie d'Yvette Horner et de Freddy Balta, au championnat du monde qui réuni les joueurs d'accordéon chromatique et diatonique, organisés le 11 juin 1938, au Moulin de la galette à Paris où il finit deuxième derrière Freddy Balta,,,,. Toujours en 1938, il remporte la coupe des professeurs lors du Concours International de Fontaine-l'Évêque. Cette même année, il créait le Jazz André Lips.
Il est en 1939, professeur à l’École Moderne d'Accordéons De Ruyck, situé Grand Rue à Roubaix. La même année, sous son auspice, est créée la Fanfare des Accordéonistes Wasquehaliens, situé au 6 rue Philippe le bon, dans le café de ses parents. Son père Léon en est le trésorier. André Lips est en 1940, directeur de cette fanfare et y donnera des cours. Il participe dès 1939, avec des membres des arts et spectacles à des soirées récréatives au profit des mobilisés. Il se marie avec Eugénie Delarue en novembre 1941.
Il rejoint Paris en 1941, après avoir signé dans l'une des plus grandes firmes de disque, Polydor,. 
Il joue au Bazar des Halles à Roubaix en 1941 avec les saxophonistes Jules Tesse, Richard Herne, René Steux, Georges Brosset à la trompette, Robert Desbonnet à la guitare, Louis Desbarbieux au piano et Lucien Desmet à la contrebasse. Il assure de nombreux galas dans la région avec son orchestre. Il devient le premier président lors de sa création, du Boxing Club Colonial de Roubaix, fondé entre autres par Mamadou Michel N'Diaye et qui deviendra par la suite le Boxing Club de Roubaix.
En 1942 toujours, il remporte pour la 8e fois consécutive, le grand prix de professeur d’accordéon. En juillet 1942, il participe sur Radio-Lille au concert intitulé Les peintres du Nord pendant la guerre, causerie faite par Jean-Serge Debus. André Lips s'occupe des intermèdes d'accordéon sous la direction du chef d’orchestre Edmond Gaujac, 1er Grand Prix de Rome de composition musicale 1927.
Au sortir de la guerre, Radio-Lille lance des émissions auxquels participent les grands orchestres régionaux de variétés dans lesquels participe André Lips avec son orchestre de tango. Il monte d'autres orchestres, entouré des meilleurs musiciens de jazz de la région, et joue du Foxtrot comme avec l’œuvre intitulé Eureka sur des musiques de Tino Prati. Avant guerre, il avait monté le groupe Le Jazz André Lips. Il joue aussi dans le café de son père Léon, au Zoulou, 6 rue Philippe le-Bon à Wasquehal. En 1949, il travaille avec son groupe de tango pour Charles Verstraete.
En 1950, création de l'orchestre Les 5 de l’Accordéon avec André Lips, Léon Fermont (ancien professeur de Lips), Jean Prez, Marcel Wiédaghe, Charles Verstraete et Jean Prez. Les 5 de l’Accordéon est l'émission la plus populaire de Radio Lille. En 1951, Henri Dupont remplace Charles Verstraete.
Ils sont en novembre 1951, tête d'affiche de la Nuit de l'Accordéon, grand bal de nuit, organisé à Roubaix sous la présidence du maire de Roubaix Victor Provo. Les 5 fondent en 1951, l'Union des Accordéonistes du Nord. Charles Verstraete qui monte en 1953 à Paris est remplacé par Ferdinand Craye. Ils font des tournées en France et en Belgique. En 1955, Les 5 de l’Accordéon se compose de Gus Deloss, Jean Prez, André Lips, Ferdinand Craye et Léon Fermont. À la suite d'une restriction budgétaire, la station de Lille supprime toutes émissions d’accordéon, les 5 de l’Accordéon s'arrêtent quelques années après. Il accompagne la Caravane publicitaire du Tour de France sur quelques étapes.

## Palmarès
- Prix de virtuosité, à Piètre en 1933.
- Prix avec distinction, à Piéton-Charleroi en 1933.
- Grand Prix, à Izegem en 1934.
- Troisième au Concours International, à Izegem en 1935.
- Grand Prix du Concours International, Dampremy, 1935.
- Prix de virtuosité au concours de Falisolle en 1935.
- Grand Prix du Concours International, Fontaine-l'Évêque en 1936.
- Deuxième au Concours International de l’Accordéon, à Paris en 1936.
- Deuxième au concours international, à Douai en 1937
- Coupe Léopold III de Belgique, à Bruxelles en 1938.
- Champion de France d'accordéon, à Paris en 1938.
- Deuxième de la Coupe mondiale d'accordéon, à Paris en 1938.

## Instruments
André Lips joue sur des accordéons des marques Fratelli Crosio et Maugein et utilise la marque Hohner lors de ses passages sur Radio PTT Lille.